# Prosthechea borsiana
Prosthechea borsiana är en orkidéart som först beskrevs av Marcos Antonio Campacci, och fick sitt nu gällande namn av Marcos Antonio Campacci. Prosthechea borsiana ingår i släktet Prosthechea och familjen orkidéer. Inga underarter finns listade i Catalogue of Life.